# Racrange
Racrange é uma comuna francesa na região administrativa de Grande Leste, no departamento de Mosela. Estende-se por uma área de 7,16 km². Em 2010 a comuna tinha 626 habitantes (densidade: 87,4 hab./km²).